# Catedral de Nuestra Señora de la Asunción (Cabo Haitiano)
La Catedral de Nuestra Señora de la Asunción o simplemente Catedral de Cabo Haitiano (en francés: Cathédrale Notre-Dame de l’Assomption) es el nombre que recibe un templo afiliado a la Iglesia Católica que se encuentra ubicado en la ciudad de Cabo Haitiano en el Departamento del Norte en la isla la Española y al norte del país caribeño de Haití.
El actual edificio data de 1670, cuando Haití era una colonia de Francia y es un testimonio de su presencia en el Caribe. En la plaza de la catedral se proclamó la liberación de los esclavos 29 de agosto de 1793.
Se vio afectada por un terremoto en 1842, y sufrió considerables modificaciones entre 1941 y 1942. En el 2011 fue atacada por desconocidos y se causaron destrozos internos en monumentos, la bandera del Vaticano y el Santísimo Sacramento, la policía halló además folletos de supuestos grupos protestantes. El Pastor Sylvain Exantus, Presidente de la Federación Protestante de Haití condenó de inmediato estos actos. La catedral fue cerrada entonces por un breve período de tiempo.
El templo sigue el rito romano o latino y es la iglesia madre de la arquidiócesis de Cabo Haitiano (Archidioecesis Capitis Haitiani;  Archidiocèse métropolitain de Cap-Haïtien) que fue creada como diócesis en 1861 por el papa Pío IX y elevada su actual estatus en 1988 mediante la bula "Qui pro Nostro" del papa Juan Pablo II.
Esta bajo la responsabilidad pastoral del obispo Max Leroy Mésidor.

## Véase también

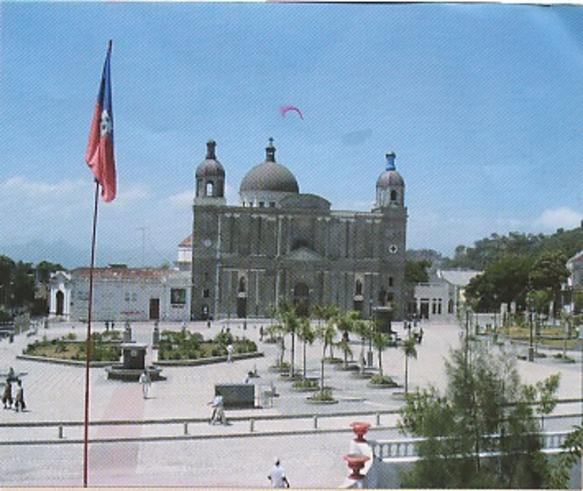
Otra vista del templo